# Майнот (Северная Дакота)
Ма́йнот (англ. Minot) — город США, четвёртый по величине город в штате Северная Дакота, административный центр округа Уорд. По состоянию на 2013 год, численность населения составляла 46 321 человек. Майнот стоит на реке Сурис.

## История
Город был основан в 1886 году в связи со строительством Северной железной дороги. Город возник буквально за одну ночь и поэтому получил прозвище «волшебный город». Майнот назван в честь инвестора Генри Дейвиса Майнота. Во времена сухого закона Майнот был перевалочной базой для подпольной торговли алкоголем Аль Капоне.
В 1969 году большая часть города была разрушена наводнением. Наводнение повторилось в 2011 году.

## Географическое положение
Майнот лежит в прерии в 170 км севернее столицы штата Северная Дакота, города Бисмарк. Река Сурис протекает через город с запада на восток. Климат континентальный, с теплым летом и холодной зимой. По классификации Кёппена — влажный континентальный климат с сухой зимой. Климатическая зима продолжается с середины ноября до конца марта, лето — с начала июня до конца августа.
| Показатель                    | Янв.  | Фев.  | Март | Апр. | Май  | Июнь | Июль | Авг. | Сен. | Окт. | Нояб. | Дек.  | Год  |
| ----------------------------- | ----- | ----- | ---- | ---- | ---- | ---- | ---- | ---- | ---- | ---- | ----- | ----- | ---- |
| Средний суточный максимум, °C | −8,6  | −4,9  | 1,5  | 11,2 | 18,8 | 24,2 | 27,8 | 27,1 | 20,2 | 13,5 | 2,3   | −5,3  | 11,0 |
| Средняя температура, °C       | −13,9 | −10,3 | −4   | 5,0  | 12,0 | 17,5 | 20,7 | 19,5 | 13,2 | 7,0  | −2,9  | −10,4 | 4,5  |
| Средний суточный минимум, °C  | −19,1 | −15,6 | −9,4 | −1,2 | 5,3  | 10,8 | 13,6 | 12,0 | 6,3  | 0,5  | −8    | −15,5 | −1,5 |
| Норма осадков, мм             | 17    | 12    | 19   | 42   | 57   | 80   | 61   | 50   | 45   | 23   | 16    | 14    | 436  |
| Источник: Климат Майнота      |       |       |      |      |      |      |      |      |      |      |       |       |      |

## Образование и культура
В городе расположен Майнотский государственный университет.
С 1977 года тут проводится Норвежский фестиваль, самый крупный скандинавский фестиваль в Северной Америке.
В Майноте находится Дакотский территориальный музей военно-воздушных сил, музей под открытым небом «Деревня пионеров», Скандинавский парк культуры и парк им. Рузвельта с зоопарком.

## Транспорт
Железнодорожная станция. Международный аэропорт Майнот.